# 자베드 아비디
자베드 아비디(1965년 6월 11일~2018년 3월 4일)는 인도의 전국장애인고용촉진센터(NCPEDP)의 대표로 일했던 인도 활동가였고, '장애인권리집단'의 설립자였다.
오하이오 데이튼의 라이트 주립 대학에서 신문방송학과에서 그는 교육을 받았다. 그는 인도의 라지브 간디 재단의 장애인 위원회를 만들었는데, 소니아 간디에 의해 그렇게 하도록 제안된 후에 말이다.

## 어린 시절
우터 프러데쉬 알리가르에서 1965년 6월 11일에 아비디는 태어났다. 척추 피열을 가지고 그는 태어났다. 아비디는 처음으로 그의 척추 피열을 치료하기 위해 8살의 나이에 수술을 받았다. 그 결과로, 그는 신경 손상을 입었다. 추락에 의한 부상 후에 10살에 그는 다른 수술을 필요로 했다. 그는 미국으로 그의 가족과 이사갔다. 미국으로의 그들의 이사 후에, 보스턴 아동병원과 시카고 재활원에서 아비디는 의료 치료를 받았다. 아비디는 15살에 휠체어를 사용하기 시작했다.
아비디는 라이트 주립 대학에서 공부했다. 1989년에, 그는 언론의 경력을 추구하기 위해 인도로 이사했다..

## 장애인 가시화에의 관련
1993년에, 그는 소니아 간디를 위해 일하기 시작했는데, 라지브 간디 재단의 장애인 위원회를 만들고 안정화시키면서 말이다. 일년 후에, 자베드 아비디는 장애인권리집단이라고 불리는 소규모 지지집단에 합류했고 인도의 장애인에 대한 가시성을 끌어올리기 시작했다. 대규모 장애인 인권 옹호 운동이 일어났는데, 인도 국회가 장애인을 위한 권리의 발의안을 만들도록 하는 목적을 가지고 말이다. 1995년 12월 19일에 국회 앞에서 자베드 아비디는 투쟁을 이끌었다. 그 투쟁은 국회를 압박해서 1995년 12월 22일에 장애인법을 통과시키도록 했다. 2004년에, 인도 대법원장에게 쓴 그의 편지는 장애인의 투표소에의 접근성을 언급했다.

## 전국장애인고용촉진센터와의 관련
라지브 간디 재단은 1995년에 전국장애인고용촉진센터를 만들었고 아비디를 그것의 대표로 임명했다. 아이비엠, 애플, 오라클, 시스코 시스템즈, 마이크로소프트, 그리고 휴렛-패커드에서 온 사업 관리자들과 아비디는 협력했는데 전체적으로 이 기업들에 그리고 기술집약적 산업에 장애인들을 고용하도록 말이다. 2000년에, 인도고고연구소가 여러 유명한 유적지에 휠체어 경사로를 설치하도록 아비디는 요구했는데, 붉은 요새, 쿠투브 미나르, 후마윤의 묘지, 그리고 잔타 만타를 포함해서 말이다. 경사로를 위한 동기는 스티븐 호킹을 맞아들이기 위한 것이었는데 그가 이 장소들을 방문하는 동안 말이다. 다음 2년 동안, 아비디와 전국장애인고용촉진센터는 장애인의 접근성에, 장애인 사안들에 대한 보도에, 그리고 장애인의 노동 기회에 집중했다.

## 사망
호흡기 감염으로 2018년 3월 4일에 아비디는 사망했다.